# Arachnothryx nebulosa
Arachnothryx nebulosa är en måreväxtart som först beskrevs av Paul Carpenter Standley, och fick sitt nu gällande namn av Attila L. Borhidi. Arachnothryx nebulosa ingår i släktet Arachnothryx och familjen måreväxter. Inga underarter finns listade i Catalogue of Life.